# Drino bohemica
Drino bohemica là một loài ruồi trong họ Tachinidae.